# Merope (Tochter des Pandareos)
Merope (altgriechisch Μερόπη Merópē) ist in der griechischen Mythologie die Tochter des Milesiers Pandareos und der Harmothoë, Schwester von Aëdon und der Kleothera.
Nach dem Tod des Vaters wurde sie zusammen mit ihrer Schwester Kleothera unter anderem von Aphrodite und Athene aufgezogen. Sie wurde von den Harpyien geraubt und arbeitete fortan für die Erinyen als Dienerin.